# 盈江棱鼻树蛙
盈江棱鼻树蛙（学名：Nasutixalus yingjiangensis）一种于中华人民共和国云南省西部盈江县境内发现的两栖动物，隶属于树蛙科棱鼻树蛙属。其种加词“yingjiangensis”意为“盈江县的”。

## 形态特征
盈江棱鼻树蛙体型中等，雄蛙体长39.5～40毫米，雌蛙体长47.5毫米左右。身体背部光滑，呈浅褐色，头背具有深色倒三角形斑点，体背具有两条相对宽的暗侧条纹从肩胛上方区域延伸至腹股沟；四肢背面具有深褐色宽横带。腹面为紫灰色。

## 保护
本种于2023年被收录入《有重要生态、科学、社会价值的陆生野生动物名录》。